# Burton a Taylorová
Burton a Taylorová (v anglickém originále Burton and Taylor) je britské filmové drama z roku 2013. Režisérem filmu je Richard Laxton. Hlavní role ve filmu ztvárnili Dominic West, Helena Bonham Carterová, Greg Hicks, Jeff Mash a Trevor White.

## Obsazení
| Dominic West            | Richard Burton   |
| Helena Bonham Carterová | Elizabeth Taylor |
| Greg Hicks              | Zev Bufman       |
| Jeff Mash               | novinář          |
| Trevor White            | novinář          |
| Lenora Crichlow         | Chen Sam         |
| Isabella Brazier-Jones  | Maria Burton     |
| Lucille Sharp           | Liza Todd Burton |

## Ocenění
Film byl nominován na jeden Zlatý glóbus, jednu cenu Emmy, dvě ceny BAFTA a jednu cenu SAG Award. Dále získal 2 ocenění a 12 nominací.